# Пам'ятки історії Машівського району
У Машівському районі Полтавської області нараховується 38 пам'яток історії.
| 1.  | Братська могила радянських воїнів, серед яких Герої Радянського Союзу О. І. Зорін та Й. В. Остапенко, пам'ятний знак полеглим воїнам-землякам, серед яких Герої Радянського Союзу І. Г. Решетник, Д. Р. Єретик, Г. М. Громницький, І. І. Романенко, І. С. Саєнко, Г. Я. Тікунов, І. Я. Чередник | с-ще Машівка, центр, меморіальний комплекс   | 1941, 1943, 1962, 1941—1945 | рест. 1980 | ск. П. Вітрик,                            | залізобетон, окована міддю, пост — бутовий камінь | вис. ск. — 1,2 м                  | Постанова бюро Полтавського обкому партії та облвиконкому № 43 від 11.06.1974 р. |               |                                                                   |  |  |
|     | |                                              |                             |            | арх. В. Жданов                            |                                                   | пост. — 1,2 м                     |                                                                                  |               |                                                                   |  |  |
| 2.  | Братська могила радянських воїнів, пам'ятний знак полеглим воїнам-землякам | с. Андріївка, меморіальний комплекс          | 1941, 1943, 1941—1945       | 1956       | ск. О. Щербина                            | залізобетон, цегла, облиць. плиткою               | вис. ск. — 2,8 м, пост. — 3,3 м   |                                                                                  |               |                                                                   |  |  |
| 3.  | Могила радянського воїна | с. Базилівщина, кладовище                    | 1943                        | 1965       | Місцеві майстри                           | обеліск — залізобетон                             | вис. 2,5 м                        | –                                                                                |               |                                                                   |  |  |
| 4.  | Могила радянського воїна | с. Базилівщина, біля школи                   | 1943                        | 1965       | Місцеві майстри                           | обеліск — залізобетон                             | вис. 2,5 м                        | –                                                                                |               |                                                                   |  |  |
| 5.  | Братська могила радянських воїнів, пам'ятний знак полеглим воїнам-землякам | с. Базилівщина, центр, меморіальний комплекс | 1941, 1943, 1941—1945       | 1979       | ск. П. Вітрик,                            | залізобетон, цегла оштук.                         | вис. ск. — 2,3 м                  | Постанова бюро                                                                   | пост. — 2,7 м | Полтавського обкому партії та облвиконкому № 20 від 14.03.1975 р. |  |  |
| 6.  | Братська могила радянських воїнів, жертв фашизму, пам'ятний знак полеглим воїнам-землякам | с. Дмитрівка, центр, меморіальний комплекс   | 1941, 1943, 1941—1945       | 1974       | ск. А. Гончар                             | ск. — бронза, пост. — бутовий камінь              | вис. ск. — 2,4 м, пост. — 2,5 м   |                                                                                  |               |                                                                   |  |  |
| 7.  | Братська могила радянських воїнів | с. Абрамівка                                 | 1943                        | 1956       | Харківський скульптурний комбінат         | залізобетон, цегла оштук.                         | вис. ск. — 2,5 м, пост. — 3,8 м   |                                                                                  |               |                                                                   |  |  |
| 8.  | Пам'ятний знак полеглим воїнам-землякам | с. Дорошівка                                 | 1941–1945                   | 1966       | Місцеві майстри                           | обеліск — залізобетон                             | вис. 2,7 м                        | –                                                                                |               |                                                                   |  |  |
| 9.  | Пам'ятний знак полеглим воїнам-землякам | с. Калинівка                                 | 1941–1945                   | 1965       | Місцеві майстри                           | обеліск — залізобетон                             | вис. 1,2 м                        | –                                                                                |               |                                                                   |  |  |
| 10. | Пам'ятний знак полеглим воїнам-землякам | с. Нова Павлівка, кладовище                  | 1941–1945                   | 1966       | Місцеві майстри                           | обеліск — залізобетон                             | вис. 2,5 м                        | –                                                                                |               |                                                                   |  |  |
| 11. | Пам'ятний знак полеглим воїнам-землякам | с. Коновалівка, центр                        | 1941–1945                   | 1975       | Київське відділення художнього фонду УССР | залізобетон, цегла оштук.                         | вис. ск. — 3,1 м, пост. — 1,2 м   |                                                                                  |               |                                                                   |  |  |
| 12. | Пам'ятний знак полеглим воїнам-землякам | с. Коновалівка, кладовище                    | 1941–1945                   | 1956       | Місцеві майстри                           | обеліск — метал                                   | вис. 3,0 м                        | –                                                                                |               |                                                                   |  |  |
| 13. | Пам'ятний знак полеглим воїнам-землякам | с. Усть-Лип'янка, кладовище                  | 1941–1945                   | 1965       | Місцеві майстри                           | обеліск — цегла                                   | вис. 2,7 м                        | –                                                                                |               |                                                                   |  |  |
| 14. | Братська могила радянських воїнів, жертв фашизму, пам'ятний знак полеглим воїнам-землякам | с. Кошманівка, центр, меморіальний комплекс  | 1941, 1943, 1941—1945       | рест. 1977 | ск. Сухоруков, Удовиця                    | залізобетон, граніт                               | вис. ск. — 2,9 м,                 | Постанова бюро                                                                   | пост. — 1,3 м | Полтавського обкому партії та облвиконкому № 20 від 14.03.1975 р. |  |  |
| 15. | Братська могила учасників встановлення радянської влади | с. Кошманівка, кладовище                     | 1918                        | 1965       | Місцеві майстри                           | обеліск — метал                                   | вис. 2,35 м                       | –                                                                                |               |                                                                   |  |  |
| 16. | Пам'ятний знак полеглим воїнам-землякам | с. Кустолово-Суходілка                       | 1941–1945                   | 1963       | Харківський скульптурний комбінат         | ск. — залізобетон, пост. — цегла оштук.           | вис. ск. — 3,2 м, пост. — 2,3 м   |                                                                                  |               |                                                                   |  |  |
| 17. | Пам'ятний знак полеглим воїнам-землякам, жертвам фашизму | с. Мала Нехвороща, кладовище                 | 1941–1945                   | 1972       | ск. М. Мордик, М. Коган, арх. В. Жданов   | залізобетон, цегла оштук.                         | вис. ск. — 3,2 м, пост. — 2,3 м   |                                                                                  |               |                                                                   |  |  |
| 18. | Пам'ятний знак полеглим воїнам-землякам | с. Мала Нехвороща,                           | 1941–1945                   | 1966       | Місцеві майстри                           | оштук.                                            | вис. 1,6 м                        | –                                                                                |               |                                                                   |  |  |
|     | | кладовище                                    |                             |            |                                           |                                                   |                                   |                                                                                  |               |                                                                   |  |  |
| 19. | Пам'ятний знак полеглим воїнам-землякам | с. Свистунівка                               | 1941–1945                   | 1966       | Місцеві майстри                           | обеліск — цегла оштук                             | вис. 2,4 м                        | –                                                                                |               |                                                                   |  |  |
| 20. | Братська могила радянських воїнів | с. Михайлівка, кладовище                     | 1943                        | 1968       | Місцеві майстри                           | обеліск — залізобетон                             | вис. 2,7 м                        | –                                                                                |               |                                                                   |  |  |
| 21. | Пам'ятний знак полеглим воїнам-землякам | с. Михайлівка, центр                         | 1941–1945                   | 1978       | ск. П. Вітрик,                            | залізобетон                                       | вис. ск. — 2,1 м,                 | Постанова бюро                                                                   |               |                                                                   |  |  |
|     | |                                              |                             |            | арх. В. Жданов                            |                                                   | пост. — 0,8 м                     | Полтавського обкому партії та облвиконкому № 43 від 11.06.1974 р.                |               |                                                                   |  |  |
| 22. | Пам'ятний знак полеглим воїнам-землякам | с. Жирківка, кладовище                       | 1941–1945                   | 1966       | Місцеві майстри                           | обеліск — цегла                                   | вис. 3,4 м                        | –                                                                                |               |                                                                   |  |  |
| 23. | Пам'ятний знак полеглим воїнам-землякам | с. Гуляйстеп                                 | 1941–1945                   | 1964       | Місцеві майстри                           | обеліск — залізобетон                             | вис. 2,0 м                        | –                                                                                |               |                                                                   |  |  |
| 24. | Могила радянського воїна | с. Любимівка, кладовище                      | 1941                        | 1984       | Місцеві майстри                           | обеліск — залізобетон                             | вис. 2,5 м                        | –                                                                                |               |                                                                   |  |  |
| 25. | Пам'ятний знак полеглим воїнам-землякам | с. Новий Тагамлик                            | 1943                        | 1958       | Харківський скульптурний комбінат         | залізобетон, цегла оштук.                         | вис. ск. — 3,0 м, пост. — 2,5 м   |                                                                                  |               |                                                                   |  |  |
| 26. | Братська могила радянських воїнів, пам'ятний знак полеглим воїнам-землякам | с. Козельщина, центр, меморіальний комплекс  | 1941–1945                   | 1967       | Харківський скульптурний комбінат         | залізобетон, цегла оштук.                         | вис. ск. — 3,0 м, пост. — 0,45 м  |                                                                                  |               |                                                                   |  |  |
| 27. | Пам'ятний знак полеглим воїнам-землякам | с. Огуївка, центр                            | 1941–1945                   | 1956       | Харківський скульптурний комбінат         | залізобетон, цегла оштук.                         | вис. ск. — 2,2 м, пост. — 2,5 м   |                                                                                  |               |                                                                   |  |  |
| 28. | Пам'ятний знак полеглим воїнам-землякам | с. Павлівка, кладовище                       | 1941–1945                   | 1965       | Місцеві майстри                           | обеліск — цегла оштук.                            | вис. 1,85 м                       | –                                                                                |               |                                                                   |  |  |
| 29. | Пам'ятний знак полеглим воїнам-землякам | с. Грабівщина, кладовище                     | 1941–1945                   | 1956       | Місцеві майстри                           | обеліск — метал                                   | вис. 2,7 м                        | –                                                                                |               |                                                                   |  |  |
| 30. | Братська могила партизан і пам'ятний знак полеглим воїнам-землякам | с. Ряське, біля школи                        | 1941–1942, 1941—1945        | 1989       |                                           | ск. — залізобетон, окована міддю, пост. — граніт  | вис. ск. — 2,35 м, пост. — 2,45 м |                                                                                  |               |                                                                   |  |  |
| 31. | Братська могила радянських воїнів | с. Сахнівщина                                | 1943                        | 1956       | ск. О. Щербина                            | залізобетон, цегла оштук.                         | вис. ск. — 2,5 м, пост. — 4,9 м   |                                                                                  |               |                                                                   |  |  |
| 32. | Братська могила воїнів періоду громадянської війни | с. Григорівка, біля кладовища                | 1920                        | 1957       | Місцеві майстри                           | обеліск — залізобетон                             | вис. 2,8 м                        | –                                                                                |               |                                                                   |  |  |
| 33. | Братська могила радянських воїнів | с. Григорівка, центр, біля клубу             | 1943                        | 1956       | ск. О. Щербина                            | залізобетон, цегла оштук.                         | вис. ск. — 2,1 м, пост. — 4,0 м   |                                                                                  |               |                                                                   |  |  |
| 34. | Братська могила радянських воїнів і підпільників | с. Селещина, парк                            | 1941, 1942                  | 1955       | ск. А. Білостоцький                       | залізобетон, цегла оштук.                         | вис. ск. — 2,2 м, пост. — 3,7 м   |                                                                                  |               |                                                                   |  |  |
| 35. | Братська могила радянських воїнів | с. Старицьківка                              | 1941                        | 1956       | ск. О. Савельєв                           | залізобетон, цегла оштук.                         | вис. ск. — 3,0 м, пост. — 3,1 м   |                                                                                  |               |                                                                   |  |  |
| 36. | Пам'ятний знак полеглим воїнам-землякам | с. Олексіївка, кладовище                     | 1941–1945                   | 1956       | Місцеві майстри                           | обеліск — метал                                   | вис. 2,7 м                        | –                                                                                |               |                                                                   |  |  |
| 37. | Пам'ятний знак полеглим воїнам-землякам | с. Рубанівка,                                | 1941–1945                   | 1956       | Місцеві майстри                           | обеліск — метал                                   | вис. 2,7 м                        | –                                                                                |               |                                                                   |  |  |
|     | | кладовище                                    |                             |            |                                           |                                                   |                                   |                                                                                  |               |                                                                   |  |  |
| 38. | Братська могила радянських воїнів | с. Сонячне, центр                            | 1941, 1943                  | 1956       | Харківський скульптурний комбінат         | залізобетон, цегла оштук.                         | вис. ск. — 2,3 м, пост. — 3,4 м   |                                                                                  |               |                                                                   |  |  |
|     | |                                              |                             |            |                                           |                                                   |                                   |                                                                                  |               |                                                                   |  |  |